# Villa de Vallecas (distrito)
Villa de Vallecas é um distrito da cidade espanhola de Madrid.

## Bairros
Este distrito está dividido em dois bairros:
- Casco Histórico de Vallecas
- Santa Eugenia

## Património
- Ecobulevar, integra 3 árvores bioclimáticas
- Igreja de São Pedro ad Vincula
- Mercamadrid
- Biblioteca Luís Martín Santos